# عقص (عروض)
العَقص في العروض هو خرم مفاعيل فتصير فاعيل وتُنقل إلى مفعول.